# Galegos (Lalín)
Galegos (oficialmente San Miguel de Galegos) es una parroquia española del municipio de Lalín, perteneciente a la provincia de Pontevedra, en la comunidad autónoma de Galicia.

## Historia
Hacia mediados del siglo XIX, el lugar, ya por entonces perteneciente a Lalín, tenía contabilizada una población de 135 habitantes. Aparece descrito en el octavo volumen del Diccionario geográfico-estadístico-histórico de España y sus posesiones de Ultramar de Pascual Madoz con las siguientes palabras:

GALEGOS (San Miguel): felig. en la prov. de Pontevedra (10 leg.), part. jud. y ayunt. de Lalin, dióc. de Lugo (10): sit. á la márg. izq. del r. Arnego, con buena ventilacion, y clima sano. Tiene unas 27 casas repartidas en las ald. de su nombre y en las de Peña y Tuimil. La igl. parr. (San Miguel) de la que es aneja la de San Cristóbal de Camposancos, está servida por un cura de entrada y patronato lego. Confina el térm. con la felig. de Toiriz al NO.; el r. Arnego al E. y las parr. de Camposancos y Palio al S. El terreno participa de monte llano, y abunda en aguas de fuentes, que sirven para beber y otros objetos. Los caminos son locales y malos. prod. trigo, centeno, maiz, legumbres, hortaliza, algunas frutas, leña y pastos: se cria ganado vacuno, de cerda, lanar y cabrio; caza y pesca de varias especies. pobl.: 27 vec., 135 almas. contr.: con su ayunt.
(Madoz, 1847, p. 271)

En 2022, tenía empadronados 84 habitantes.